# Vanheim
I nordisk mytologi var Vanhem (”vanernas hem, värld”) vanernas land/hemvist.
Vanerna var den andra familjen i den fornnordiska gudavärlden. En gång i urtiden förde de krig mot asarna. Varför man krigade är okänt, men däremot tröttnade båda sidor på detta och slöt fred och utväxlade gisslan. Njord och hans barn Frej och Freja kom på detta sätt till Asgård. Eftersom det sägs att Njord är född i Vanheim och att han ska återvända dit efter Ragnarök kan man anta att denna plats inte berörs av de andra världarnas undergång.
Snorre Sturlasson förlägger i Heimskringla Vanaheim till trakten norr om Svarta Havet, vid en flod som kallades Tanakvísl eller Vanakvísl. Tanakvísl kan betyda antingen en biflod till eller mynningen till Tanais (det antika namnet på floden Don). Även detta är ett exempel på medeltidens historieskrivning, som omplacerar icke-kristna föreställningar till avlägsna och okända trakter.
Vanerna var fruktbarhetsgudar som anropades för god skörd, solsken eller regn, men också för gott väder till sjöss. De var böndernas och fiskarnas gudar. Välmåga och vällust kännetecknade dem. Det förekommer många tolkningar av deras namn: det skulle kunna vara besläktat med kärleksgudinnan Venus och det fornindiska vanah "åtrå", vilket skulle stämma väl in med vanernas karaktärsdrag.